# A1-es autópálya (Svájc)
Az A1-es autópálya Svájcban található és az egyik legfontosabb kelet-nyugati közlekedési folyosó részét képezi. Az A1-es autópálya hossza 410 kilométer. Az autópálya a Sankt Gallen kantonban található St. Margrethen településnél kezdődik és Genfnél ér véget. Az A1-es autópálya Svájc közlekedési hálózatának fontos elemét képezi. Számos leágazását A1a, A1h, A1I és A1.1 néven nevezik. Az autópályát 1964-ben nyitották meg először a forgalom előtt. Az úton harmadikként átadott Baregg-alagút megépítését követően a közlekedési dugók csökkentek a térségben, ám a régi Gubrist-alagút csekély áteresztőképességét komoly kihívás elé állítja a forgalom növekedése. Az autópálya az osztrák oldalon az S18-as autóúthoz, míg Franciaország felől az A41-es autópályához jelent csatlakozást.

## Fordítás
- Ez a szócikk részben vagy egészben  az   A1 motorway (Switzerland) című angol Wikipédia-szócikk ezen változatának fordításán alapul.  Az eredeti cikk szerkesztőit annak laptörténete sorolja fel. Ez a jelzés csupán a megfogalmazás eredetét és a szerzői jogokat jelzi, nem szolgál a cikkben szereplő információk forrásmegjelöléseként.